# Verbascum collinum
Verbascum collinum är en flenörtsväxtart som beskrevs av Heinrich Adolph Schrader. Verbascum collinum ingår i släktet kungsljus, och familjen flenörtsväxter. Inga underarter finns listade i Catalogue of Life.